# Pierre, Južna Dakota
Pierre je glavni grad američke savezne američke države Južne Dakote i sjedište okruga Hughes, prema popisu stanovništva iz 2000. ima 13,876 stanovnika.
Pierre je osnovan 1880. godine na obalama rijeke Missouri nasuprot mjesta Fort Pierre, a glavni grad Južne Dakote je od 1889. Budući da se nalazi u središnjem dijelu savezne države, Pierre je i glavno prometno čvorište, a sam grad je poznat po memorijalnoj dvorani koja se nalazi u njemu.